# Zaommoencyrtus emetzi
Zaommoencyrtus emetzi är en stekelart som beskrevs av Khlopunov 1981. Zaommoencyrtus emetzi ingår i släktet Zaommoencyrtus och familjen sköldlussteklar. Inga underarter finns listade i Catalogue of Life.